# Pongsri Woranuch
Pongsri Woranuch (en thaï : ผ่องศรี วรนุช), née le 5 juin 1938 à Chainat et morte le 6 avril 2025, est une chanteuse pop thaïlandaise.
Elle est une des vedettes du luk thung les plus connues avec le chanteur Suraphol Sombatcharoen et les chanteuses Pumpuang Duangjan, Jintira Poonlarp et Tai Orathai.

## Biographie
Pongsri Woranuch commence sa carrière en 1955 à l'âge de 16 ans avec  sa première chanson et son premier succès "Huajai Mai Mee Khrai Khrong" (thaï : หัวใจไม่มีใครครอง). Dans les années 60 et 70, elle rejoint l'orchestre de Suraphol Sombatcharoen et est la première chanteuse à être surnommée la "Reine du Luk Thung". Elle mène sa carrière pendant six décennies et ses chansons "Wiman Nai Fun" (วิมานในฝัน),"Kod Mon Non Nao" (กอดหมอนนอนหนาว), "Namta Mia Luang" (น้ำตาเมียหลวง), "Duan Pitsawat" (ด่วนพิศวาส)...sont très populaires. Son plus grand succès est "Rot Duan". Elle est nommée Artiste Nationale en 1992.

## Discographie
- Chan Hen Jai Khun Leaw (ฉันเห็นใจคุณแล้ว)
- Duan Phit Sa Wat (ด่วนพิศวาส)
- Noi Jai Rak (น้อยใจรัก)
- Khuen Nee Phee Non Kab Krai (คืนนี้พี่นอนกับใคร)
- Phuket (ภูเก็ต)
- Sa Li Ka Luem Prai (สาริกาลืมไพร)